# Maria de Fátima Agra
Maria de Fátima Agra (1952) é uma botânica brasileira. Atua como professora na área de sistemática vegetal e morfoanatomia vegetal para o grupo de estudos do CAC - Biotec. 